# Alba de Yeltes (kommunhuvudort)
Alba de Yeltes är en kommunhuvudort i Spanien.   Den ligger i provinsen Provincia de Salamanca och regionen Kastilien och Leon, i den centrala delen av landet, 220 km väster om huvudstaden Madrid. Alba de Yeltes ligger 790 meter över havet och antalet invånare är 255.
Terrängen runt Alba de Yeltes är platt. Runt Alba de Yeltes är det mycket glesbefolkat, med 4 invånare per kvadratkilometer. Närmaste större samhälle är Ciudad Rodrigo, 19,9 km väster om Alba de Yeltes. Omgivningarna runt Alba de Yeltes är huvudsakligen savann.